# Ángela Gracián
Ánxela Rodríguez Rodríguez, conocida por su pseudónimo artístico de Ánxela Gracián (n. San Paio de Arcos, Castroverde,  1968)  es una escritora, traductora, crítica literaria, animadora cultural, y editora gallega.  Obtuvo una licenciatura en Filología Hispánica, subsección gallego-portugués, por la Universidad de Santiago de Compostela.
Autora de literatura infantil y juvenil, tradujo Memorias de Adriano de Marguerite Yourcenar, y de diversos autores de literatura infantil al gallego. De 2004 a 2013 desarrolla actividades artísticas y gerenciales en "Sotelo Blanco Edicións", dirigiendo las colecciones Docexvintedous, para jóvenes, Medusa Narrativa, para adultos, Medusa Ensayo. para adultos, Arlequín Teatro.

## Obra
- Cos petos cheos de cinza. Montaña encantada. Ed. Everest Galicia. Ilustró Suso Cubeiro. 116 pp. ISBN 8440303890 1998
- As bolboretas douradas. Volumen 38 de Sotelo Blanco infantil e xuvenil: A máquina de escribir. Ilustró Cruz Lago. Ed. Sotelo Blanco, 103 pp. ISBN 8478243429 1999
- Eu tamén fun peliqueiro de Laza. Punto de encontro. Ilustró Coquixo. Ed. Everest Galicia. 196 pp. ISBN 8440304196 2000
- Chis chisgarabís. Volumen 7 de Ala delta (Tambre): a partir de los 8 años. Ilustró Xulia Barros. Ed. Tambre. 123 pp. ISBN 8426351859 2004
- A toupiña cegarata. Ed. Galaxia. 184 pp. ISBN 8482887890 2005
- As noites en que o vento asubía o teu nome, narrativa. Ed. eDixital en línea 2005
- Nun lugar chamado Labirinto. Volumen 13 de Ala delta: Serie azul: a partir de los 8 años. Ilustró Ramón Trigo. Ed. Vives, Tambre. 99 pp. ISBN 8488681380
- xosé a. Neira Cruz, ánxela Gracián. La estrella de siete puntas. Volumen 115 de Espacio abierto. Tradujo Ánxela Gracián. E. Anaya. 145 pp. ISBN 8466747265 2005
- ánxela Gracián, daniel Ameixeiro, Antonio Reigosa Carreiras, uxía Casal. Contos de ogras, aventuras, baladas e piratas. Lagarto pintado. Ed. Galicia, Dirección General de Creación y Difusión Cultural. Ilustró Suso Cubeiro. 68 pp. 2006
- ánxela Gracián, Federico Fernández. Camiño solitario. Ed. Galaxia. 34 pp. ISBN 8482889885 2007
- --------------------. Ler e máis: valdemuller: caderno de comprensión lectora. Ed. SM Xerme. 53 pp. ISBN 8498540550 2007
- --------------------. Pinga De Choiva. Ilustró Daniel Diaz. Ed. Grupo Anaya Comercial. 40 pp. ISBN 849782976X 2009
- --------------------. Petarrell. Ed. Macmillan. 48 pp. ISBN 9788479424909
- --------------------, Juan Berrio. Carrapeto. Librosaurio Series. Ilustró Juan Berrio. Ed. Macmillan Iberia S.A. 48 pp. ISBN 8479424877 2009[6]

## Honores
- vicepresidenta de la Asociación Gallega de Literatura Infantil y Juvenil (Gálix)
- participante del 10 y 11 de septiembre de 2009, del "Primer Congreso de Literatura Juvenil Latinoamericana y Gallega", declarado de interés ministerial por el Ministerio de Educación de la Nación Argentina, resolución 417/09[7]

Preseas
- 2008: ganadora de la VII edición del Premio Plácido Castro, por su traducción de La isla misteriosa de Jules Verne[8][9]